# Mount Dick (Antarktika)
Mount Dick ist ein 2410 m hoher Berg in der antarktischen Ross Dependency. In den Churchill Mountains ragt er 10 km östlich des Mount Egerton auf.
Wissenschaftler einer von 1960 bis 1961 durchgeführten Kampagne im Rahmen der New Zealand Geological Survey Antarctic Expedition benannten ihn nach Russell Gladstone Dick (1898–1966), damaliger leitender Geodät (Surveyor General) Neuseelands.